# Бёрли, Саймон
Саймон Бёрли или Саймон Барли (англ. Simon Burley; приблизительно 1336—1388) — английский рыцарь, фаворит короля Ричарда II, кавалер ордена Подвязки. Участвовал в Столетней войне под командованием Эдуарда Чёрного принца, стал воспитателем его сына Ричарда II, благодаря чему после 1377 года оказался одним из самых влиятельных людей Англии. Лорды-апеллянты в 1388 году добились предания Бёрли суду и его казни. В 1399 году приговор был отменён.

## Биография
Саймон Бёрли принадлежал к незнатному рыцарскому роду. Он был средним или младшим из трёх сыновей Роджера Бёрли, владевшего землями в Херефордшире, и братом Джона Бёрли, который, как и его сын Ричард, был кавалером ордена Подвязки. Саймон родился приблизительно в 1336 году. Представленный ко двору своим родственником Уолтером Бёрли, он стал другом наследника престола Эдуарда Чёрного принца. В 1350 году Бёрли участвовал в морской войне с Кастилией, в 1355 году — в походе короля Эдуарда III в Северную Францию. В 1364 году он появился в окружении Чёрного принца в Аквитании. Саймон был в составе посольства к Педро Жестокому в 1366 году, а годом позже — в составе армии Чёрного принца, разбившей Энрике Трастамарского при Нахере и вернувшей Педро кастильский престол. Когда возобновилась война с Францией, Бёрли попал в плен у Лузиньянского замка, но вскоре был выкуплен (1369—1370 годы).
Чёрный принц назначил Бёрли воспитателем своего сына Ричарда Бордоского; последний в 1377 году стал королём под именем Ричарда II в возрасте всего 10 лет, и в результате Бёрли оказался одним из самых влиятельных людей в Англии. Ричард относился к нему с глубоким почтением, мать короля очень его уважала. Саймон получил ряд земельных пожалований, денежный пенсион, должности сокольничего, констебля замков Виндзор, Вигмор, Гилфорд. В 1381 году он стал кавалером ордена Подвязки, в 1382 году — помощником управляющего королевского двора, инспектором владений короны в Южном Уэльсе. В 1384—1387 годах Бёрли был губернатором Пяти портов и констеблем Дуврского замка. Согласно Вестминстерской хронике, в 1385 году король пожаловал сэру Саймону титул графа Хантингдона, но парламент отказался утвердить это решение. В итоге Бёрли так и не стал лордом.
С именем сэра Саймона связано начало восстания Уота Тайлера. В мае 1381 года Бёрли приказал арестовать жителя Грейвсенда в Кенте Роберта Беллинга, которого считал своим беглым крепостным. Судебные приставы предложили рыцарю деньги в обмен на свободу Беллинга, но тот настоял на своём, и предполагаемый беглец оказался в заключении в Рочестерском замке. Толпа местных жителей, возмущённых происходящим, заставила констебля Рочестера освободить узника. На следующий день после этого, 7 июня, она избрала своим предводителем Уота Тайлера, а потом повстанцы двинулись на Кентербери и дальше на Лондон.
Сэр Саймон активно участвовал в государственных делах. В 1381 году он совершил поездку в Прагу, где заключил договор о женитьбе Ричарда II на сестре чешского короля Анне; позже он встретил невесту своего монарха в Брюсселе и сопровождал её до Лондона. В 1385 году Бёрли участвовал в шотландском походе во главе отряда в двадцать латников и тридцать лучников. Королеву, на которую он имел большое влияние, сэр Саймон старался противопоставить ланкастерской «партии» во главе с Джоном Гонтом — могущественным дядей короля. Однако засилье фаворитов стало причиной мятежа. В конце 1387 года группа лордов во главе с герцогом Глостером, графами Арунделом и Уориком подала апелляцию на действия приближённых Ричарда II и начала собирать армию.

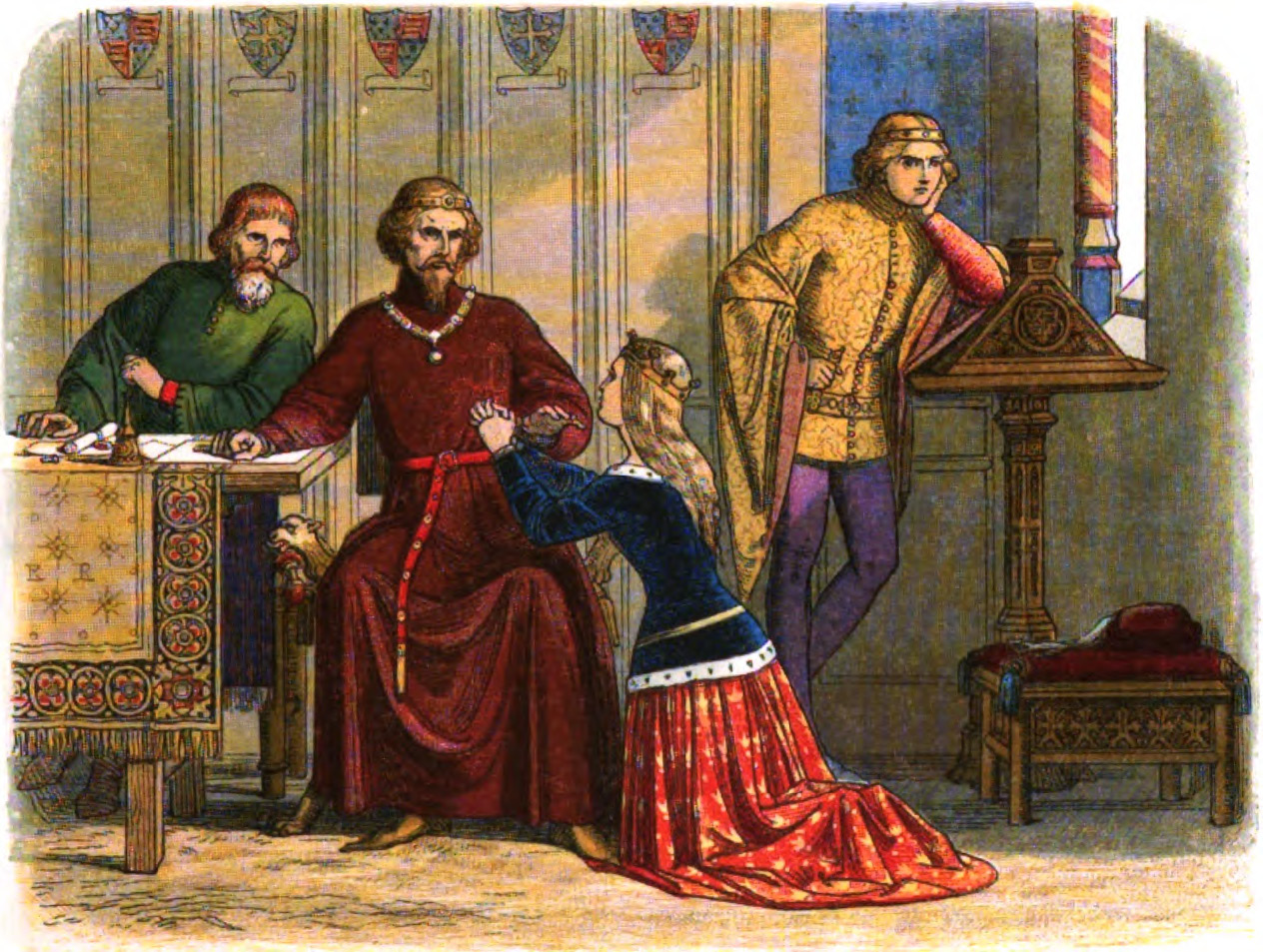
Королева Анна умоляет сохранить жизнь Саймону Бёрли. Иллюстрация к «Хроникам Англии», 1864 год.

Известно, что Бёрли, узнав об этих событиях, хотел бежать из Англии, но ещё один королевский фаворит, Роберт де Вер, 9-й граф Оксфорд, убедил его это не делать. Лорды-апеллянты потребовали от Ричарда II ареста его любимцев, включая сэра Саймона, и предания их суду парламента. Король дал формальное согласие, но выполнять его не спешил. Тем временем Оксфорд тоже собрал войско; у Рэдкот-Бридж 19 декабря 1387 года произошло сражение, в котором апеллянты одержали победу. После этого они заняли Лондон, а король, укрывшийся в Тауэре, был вынужден одобрить арест Бёрли и других своих фаворитов. 3 февраля 1388 года в «Безжалостном парламенте» начался суд. Сэра Саймона обвинили в злоупотреблениях властью, за счёт которых его годовой доход за несколько лет вырос с двадцати марок до трёх тысяч, в создании коррумпированной судебной системы и даже в намерении продать Дувр французам. Суд приговорил его к казни через повешение, потрошение и четвертование. Королева Анна на коленях умоляла лордов-апеллянтов пощадить Бёрли, но те проигнорировали её мольбы; Арундел при этом даже оскорбил королеву, а Глостер заявил Ричарду II, что, если тот хочет оставаться королём, сэр Саймон должен умереть.
Ричард смог сделать для своего любимца только одно — заменить жестокую квалифицированную казнь на простое обезглавливание. Приговор был приведён в исполнение на Тауэрском холме, причём перед этим сэра Саймона провели со связанными руками через весь Лондон.

## После смерти
Казнь Бёрли опечалила и разгневала Ричарда II. В 1397 году он отомстил лордам-апеллянтам, организовав суд над ними (исследователи отмечают, что этот суд стал своеобразным зеркальным отражением «Безжалостного парламента»). Арундела приговорили к смерти и обезглавили, Уорику заменили казнь на пожизненную ссылку, а Глостера осудили за измену посмертно (он умер в сентябре 1397 года). При этом никто не сомневался в том, что на самом деле Глостера убили по приказу короля. Приговор, вынесенный Бёрли, был отменён 22 марта 1399 года.
Жан Фруассар оплакал смерть сэра Саймона, охарактеризовав его как своего друга, мудрого и благородного рыцаря. Возможно, эта дружба была связана с увлечением Бёрли рыцарскими романами: в описи имущества сэра Саймона, составленной 7 ноября 1387 года, фигурирует каталог библиотеки, включавшей двадцать одну книгу, в том числе произведения этого жанра.
Саймон Бёрли стал персонажем романов Артура Конан Дойла «Белый отряд» и Зинаиды Шишовой «Джек-Соломинка».